# Colón (Buenos Aires)
Colón – miasto w Argentynie, położone w północnej części prowincji Buenos Aires.

## Opis
Miejscowość została założona w 1892 roku, węzeł drogowy, przez miasto przebiega droga krajowa RN8.